# Roger Crovetto

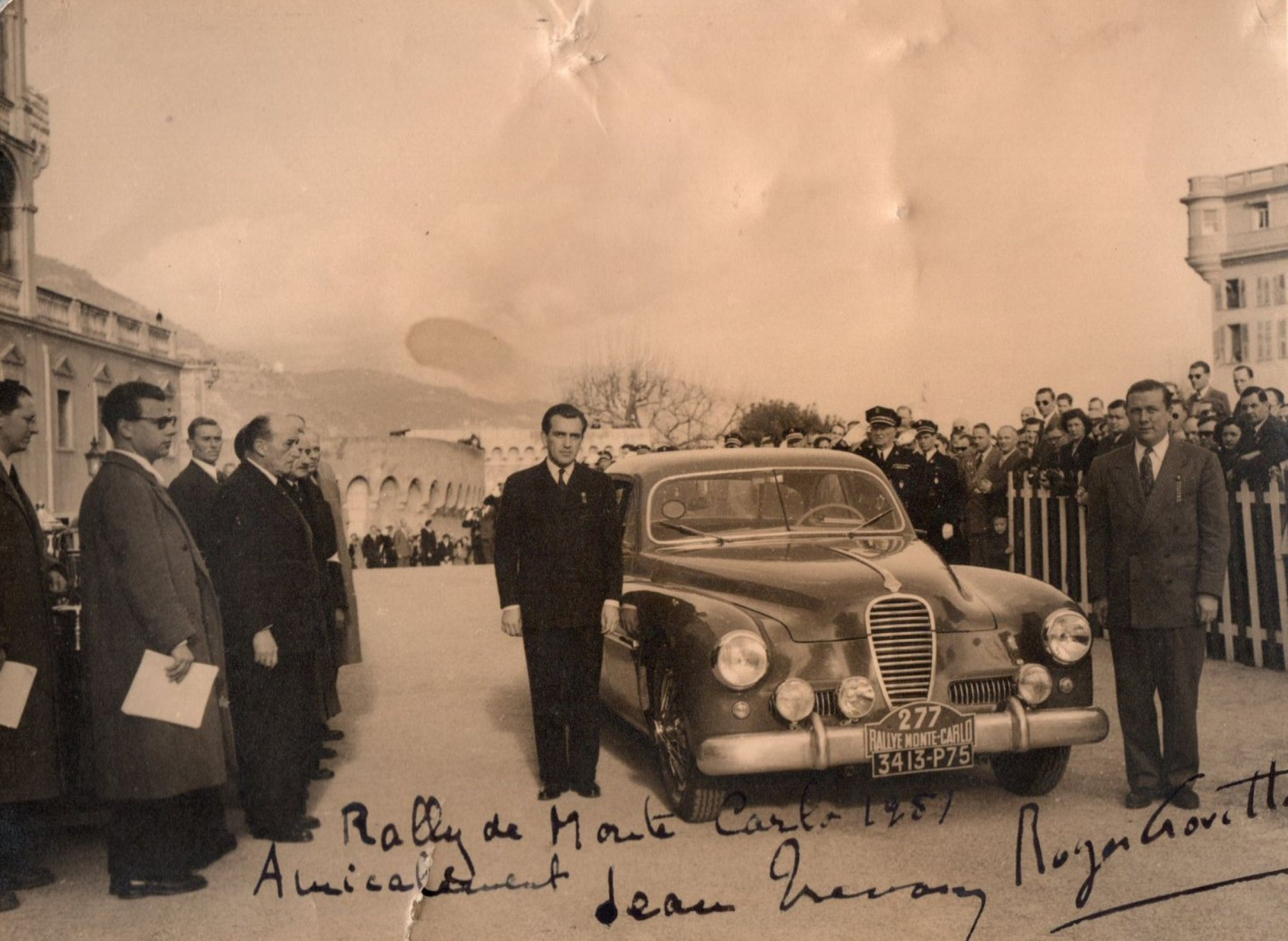
Roger Crovetto (links) nach dem Sieg bei Rallye Monte Carlo 1951

Roger Edmond Marcel Crovetto (* 15. Oktober 1918 in Nizza; † 15. Mai 1981 in Paris) war ein französischer Rallye- und Rundstreckenrennfahrer.

## Karriere
Roger Crovetto's größter internationaler Erfolg war der Gesamtsieg bei der Rallye Monte Carlo 1951. gemeinsam mit Jean Trévoux auf einem Delahaye 175S. Zweimal war er beim 24-Stunden-Rennen von Le Mans am Start; seine beste Platzierung in der Gesamtwertung war der 14. Endrang 1949.

## Statistik

### Le-Mans-Ergebnisse
| Jahr | Team              | Fahrzeug       | Teamkollege       | Platzierung | Ausfallgrund |
| ---- | ----------------- | -------------- | ----------------- | ----------- | ------------ |
| 1949 | Norbert-Jean Mahé | Simca Huit     | Norbert-Jean Mahé | Rang 14     |              |
| 1955 | Nardi Automobili  | Nardi Bisiluro | Mario Damonte     | Ausfall     | Unfall       |

### Einzelergebnisse in der Sportwagen-Weltmeisterschaft
| Saison | Team             | Rennwagen      | 1   | 2   | 3   | 4   | 5   | 6   |
| ------ | ---------------- | -------------- | --- | --- | --- | --- | --- | --- |
| 1955   | Nardi Automobili | Nardi Bisiluro | BUA | SEB | MIM | LEM | RTT | TAR |
| 1955   | Nardi Automobili | Nardi Bisiluro | DNF |     |     |     |     |     |